# Katja Kassin

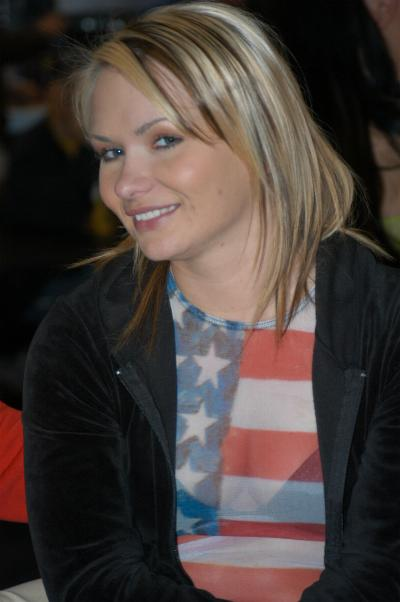
Katja Kassin bei der AVN Adult Entertainment Expo 2005

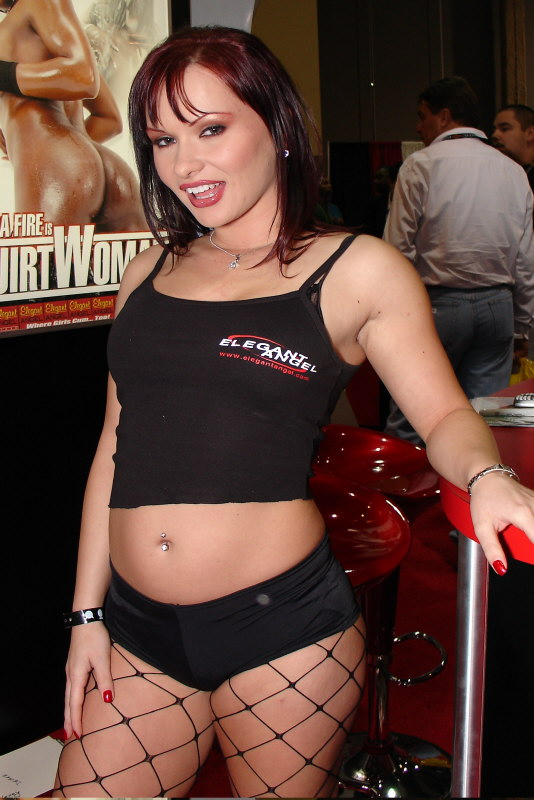
Katja Kassin im Januar 2007

Katja Kassin (* 24. September 1979 in Leipzig) ist eine ehemalige deutsche Erotik- und Pornodarstellerin.

## Leben
Katja Kassin wuchs in Leipzig auf. Nach dem Abitur studierte sie an der Universität Leipzig einige Semester Politikwissenschaft und Germanistik. Im Alter von 20 Jahren begann Kassin, als Nacktmodel zu arbeiten. 
Ihre erste Rolle in einem Pornofilm hatte sie 2002 im Film Der Schuh im Arsch der Mona Q. aus der Reihe Die Macht der Füße. Seit Oktober 2004 lebt sie in Kalifornien, wo sie anfangs eng mit der deutschen Pornodarstellerin Dru Berrymore zusammenarbeitete. Nach ersten Kontakten zur Pornoindustrie im San Fernando Valley wurden Kassin Buchungen für Gonzo-Pornofilme von dem Agenten Mark Spiegler vermittelt. In der Erotiksendung Wa(h)re Liebe des Fernsehsenders VOX wurde wiederholt über Kassin berichtet. Dadurch wurde sie auch in Deutschland bekannt.
Im Januar 2005 heiratete Kassin ihren US-amerikanischen Darstellerkollegen Sledge Hammer, von dem sie sich im Oktober 2006 scheiden ließ.
Seitdem Katja Kassin die geschäftliche Zusammenarbeit mit Spiegler beendet hatte, tourte sie in Eigenregie durch die USA und bot Escort-Dienstleistungen an. 2008 war sie in der Dokumentation 9to5 – Days in Porn zu sehen und begann, zugunsten ihres Bachelor-Studiums der Psychologie, seltener aufzutreten. Parallel zu ihrem Studium drehte sie vor allem in ihren Semesterferien Filme, mit denen sie sich finanzierte. Ab 2011 wurde sie von der 101 Modeling Agency vertreten.
2015 spielte sie im Spielfilm Tangerine L.A. mit.
Kassin hat in mindestens 1080 Pornofilmen und weiteren Videoclips für Websites, wie das Brazzers-Netzwerk, mitgewirkt. (Stand: Januar 2024)

## Erwähnungen in nichtpornografischen Medien
Die österreichische Punk-Band 3 Feet Smaller veröffentlichte auf ihrem Album 3FS im Jahr 2011 den Song The Death of Katja Kassin, dessen englisch-deutscher Text auf einem offenen Brief Kassins zu ihrem damaligen Ausstieg aus der Pornobranche basiert.

## Filmografie (Auswahl)
- 2003: Ass Worship 4
- 2003: Big Wet Asses
- 2003: Jack’s Playground
- 2003: POV Pervert 1
- 2004: Art School Sluts
- 2004–2006: Jack’s Teen America 2, 7, 16
- 2005: Darkko’s Anal Showdown: Katja vs Lauren
- 2005: Camp Cuddly Pines Powertool Massacre
- 2005: Strap Attack 3
- 2006: Girlvert 13
- 2006: Katja Kassin Interactive Gangbang
- 2006: Jack’s Big Ass Show 3, 5
- 2006: Ass Addiction
- 2006:  Devinn Lane’s Guide to Strap-on Sex
- 2006: Girlvana 2
- 2008: Monster Curves 2
- 2008: 9to5 – Days in Porn
- 2009: Big Ass Fixation 5
- 2011: Battle of the Asses 4
- 2012: Seasoned Players 17
- 2013: My Friend’s Hot Mom 36
- 2013: MILF Revolutions
- 2015: Lesbian Family Affair 3
- 2016: Couples Seeking Teens 20
- 2017: Anaconda vs. Cougars 3
- 2017: Bra Busting Lesbians 5
- 2018: Filthy Moms 3

## Auszeichnungen
- Venus Award 2004 – „Jury Award“

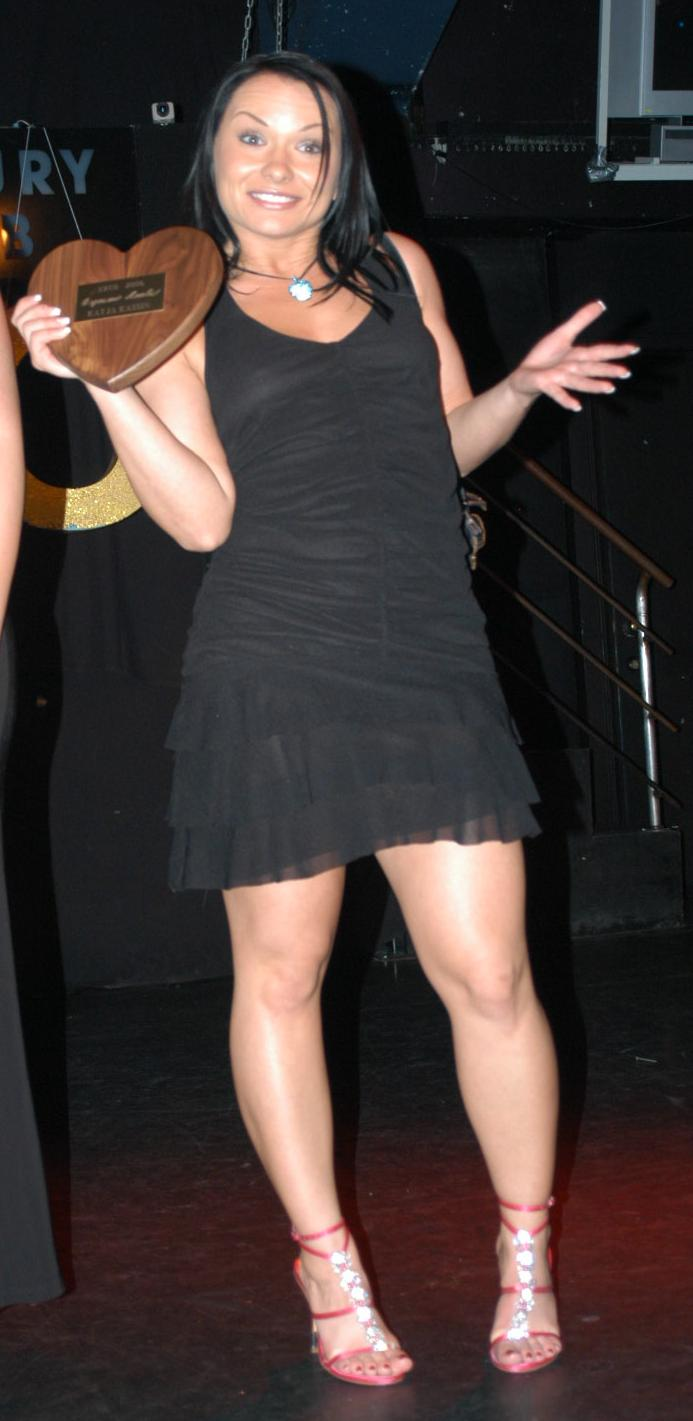
Katja Kassin mit ihrem XRCO Award von 2005

- XRCO Award 2005 – Best Orgasmic Analist
- AVN Award 2006 – Best Solo Sex Scene – Anal Showdown